# Freedom (hrabstwo Forest)
Freedom – miasto w Stanach Zjednoczonych, w stanie Wisconsin, w hrabstwie Forest.